# Sportschifferzeugnis
Das Sportschifferzeugnis ist ein international gültiges Binnenschifferpatent. Es ist für Sportboote oder Yachten bis 25 Meter Länge auf Binnenschifffahrtsstraßen gültig, die nicht streckenkundepflichtig sind.
Das Sportschifferzeugnis E wird von den Wasser- und Schifffahrtsdirektionen bzw. Wasser- und Schifffahrtsämtern erteilt.

## Voraussetzungen
Der Bewerber muss mindestens 18 Jahre alt sein und einen Sportbootführerschein Binnen besitzen.